# Ribeira de Trás
A Ribeira de Trás é um curso de água português, localizado na freguesia açoriana de São Bartolomeu dos Regatos, concelho da Angra do Heroísmo, ilha Terceira, arquipélago dos Açores.
Este curso de água encontra-se que se encontra nas coordendas de Latitude 38.6833 Norte de Longitude -27.2833 Oeste, está geograficamente localizado na parte Sul da ilha Terceira e tem a sua origem a cerca de 540 metros de altitude, origem nos contrafortes do Pico das Duas, elevação próxima da Serra de Santa Bárbara se eleva a 1021 metros de altitude acima do nível do mar.
Este curso de água drena uma bacia hidrográfica que se inicia nas imediações do Pico das Duas a 540 metros de altitude acima do nível do mar. Localiza-se nas imediações da Lagoa das Patas, e o seu curso de água passa próximo ao Pico dos Padres.
É afluente da Ribeira Brava e com esta se dirige para o Oceano Atlântico depois de atravessar a freguesia de São Bartolomeu precipitando-se no Oceano Atlântico do uma falésia com cerca de 50 metros de altura.